# St. Urban (Oelsen)

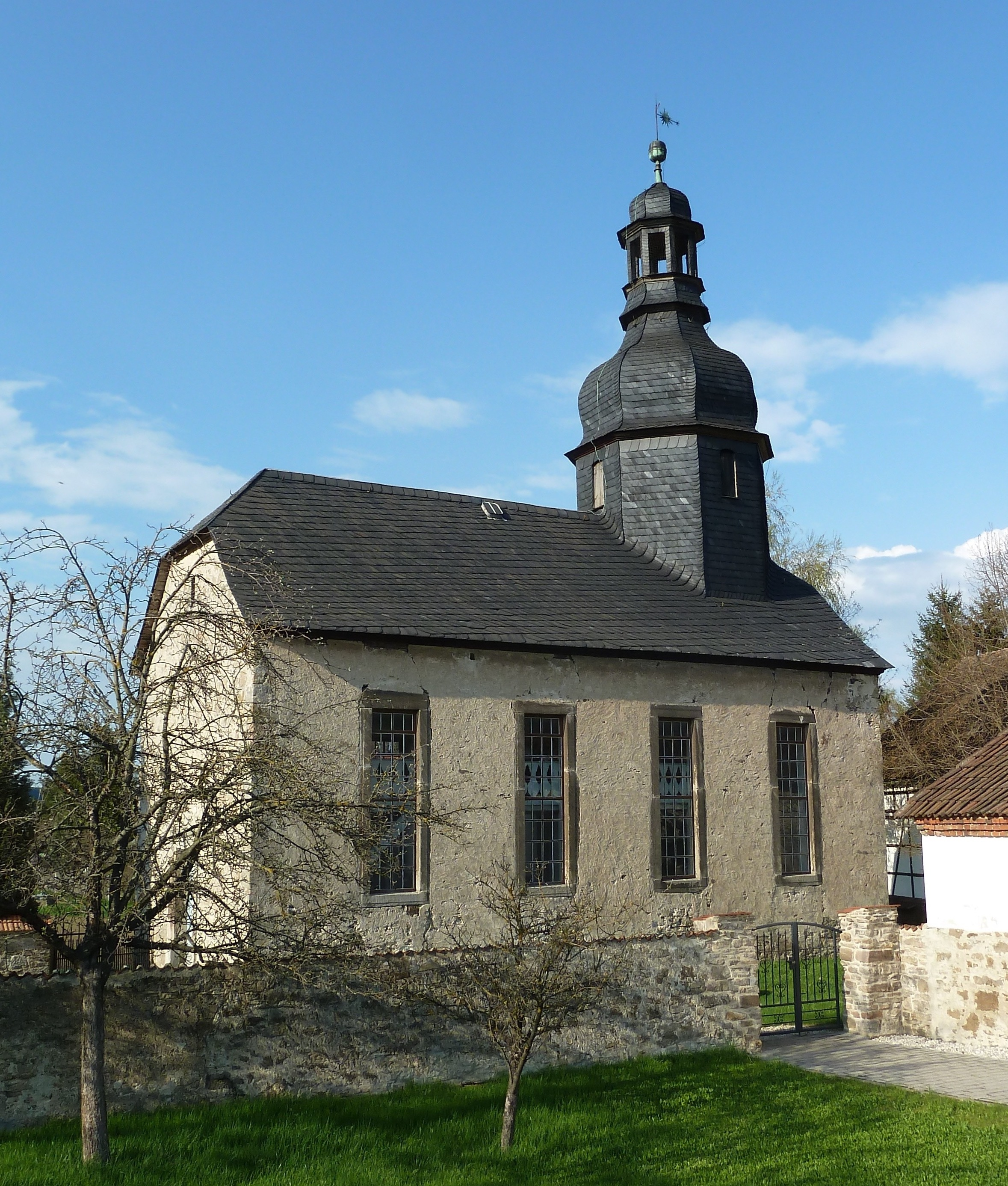
St. Urban

Die evangelisch-lutherische, denkmalgeschützte Kirche St. Urban steht in Oelsen, einem Ortsteil der Gemeinde Krölpa im thüringischen Saale-Orla-Kreis. Die Kirchengemeinde Oelsen gehört zum Kirchengemeindeverband Ranis-Gräfendorf im Kirchenkreis Schleiz der Evangelischen Kirche in Mitteldeutschland.

## Beschreibung

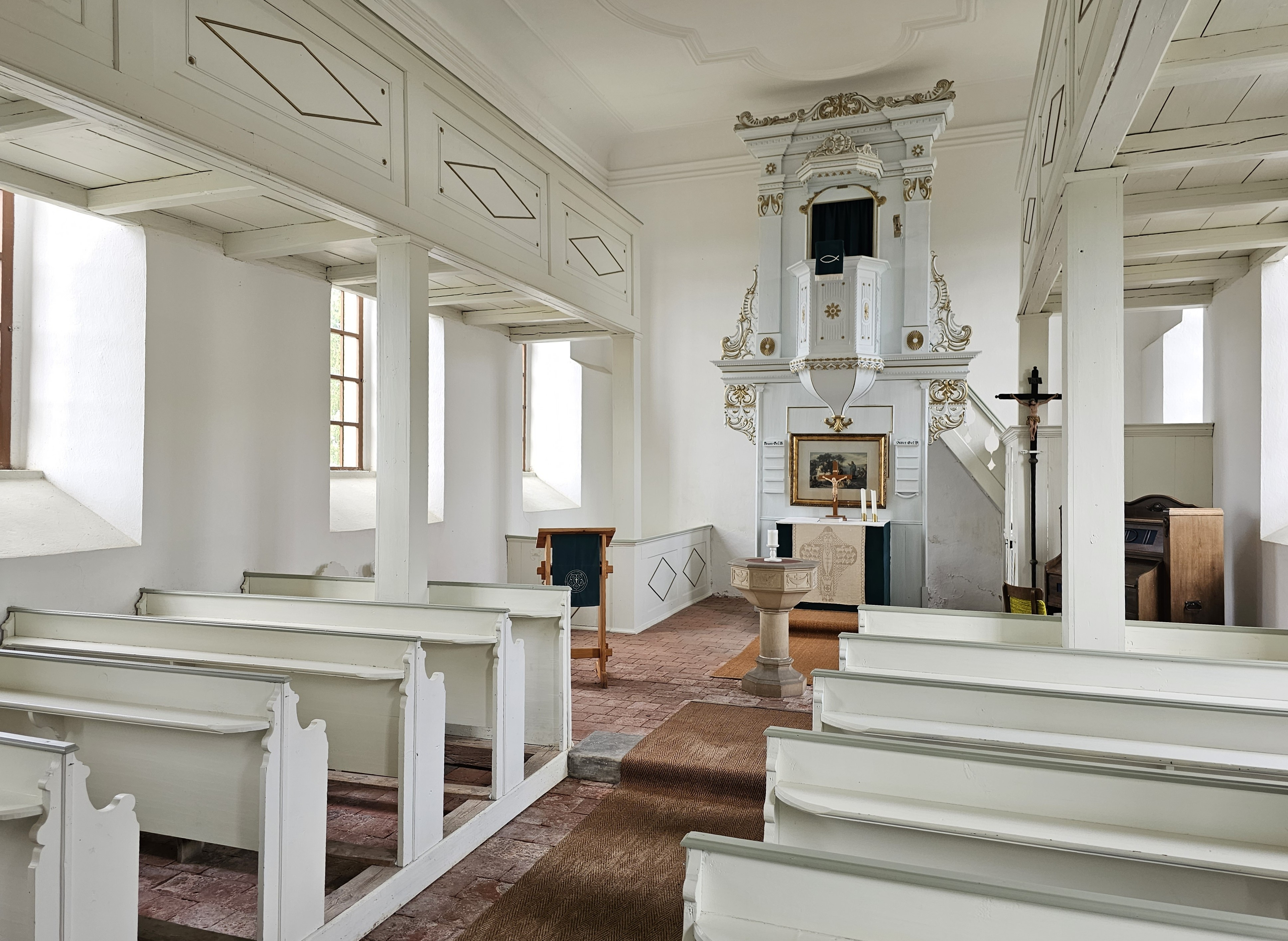
Innenraum (2023)

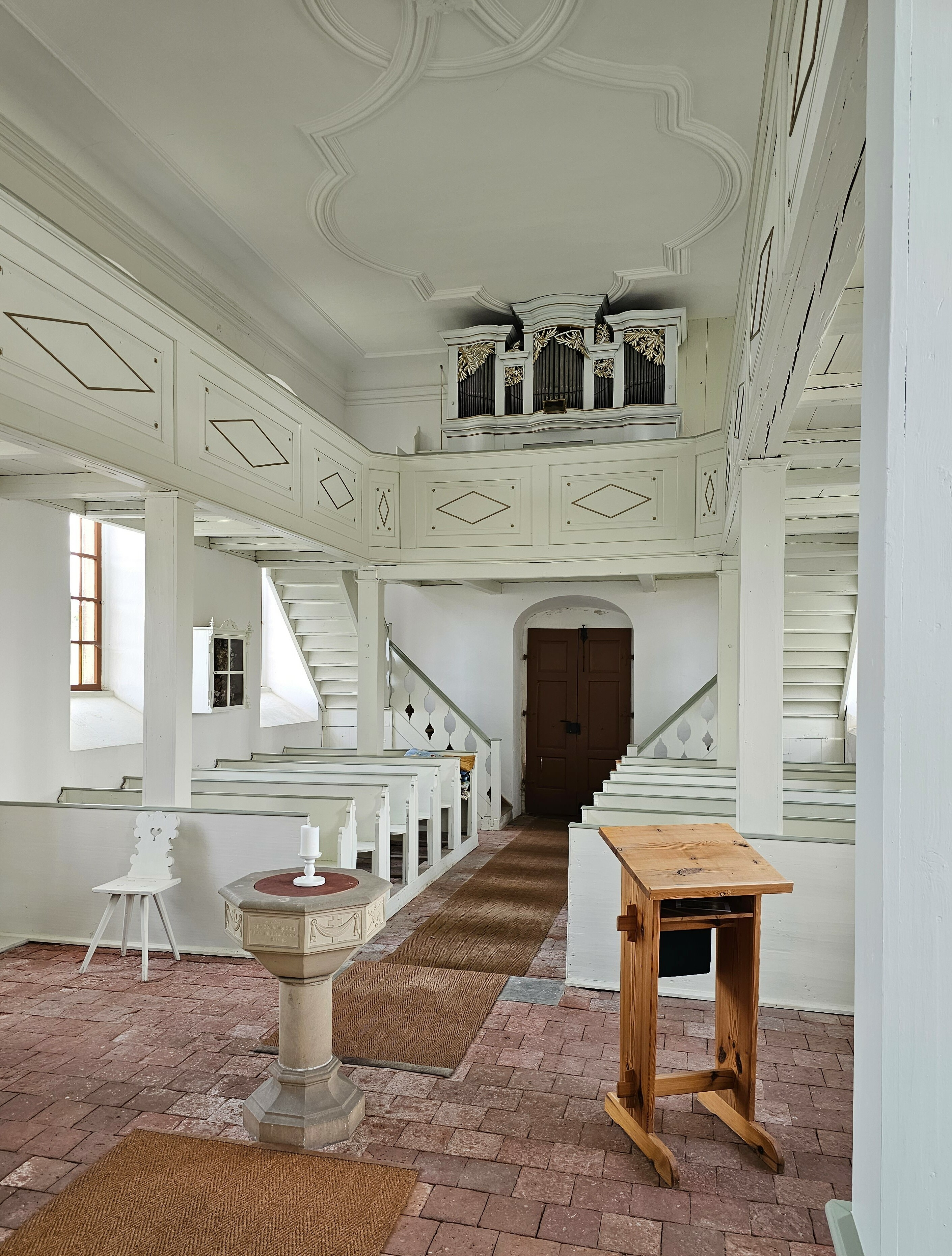
Blick zur Orgel

Am Anfang des 17. Jahrhunderts wurde die schmucklose Saalkirche anstelle einer mittelalterlichen Kapelle gebaut. Sie wurde 1806 von Grund auf als einfacher Rechteckbau neu errichtet. Über der Eingangstür außen ist in einer Kartusche diese Jahreszahl angegeben. Aus dem Krüppelwalmdach erhebt sich ein Dachreiter, in dem eine kleine Bronzeglocke ohne Jahr hängt, die vom Glockengießer Rose gegossen wurde. Der Platz der zweiten Glocke ist leer. 
Das Kirchenschiff hat eine eingeschossige hufeisenförmige Empore und ist mit einer Flachdecke überspannt. Ein mit Rocaille dekorierter Kanzelaltar steht frei vor der Wand. Einst vorhandene Einbauten, wie z. B. der Pfarrstand sind entfernt worden. Ein Taufbecken aus Kunststein wurde 1910 der Gemeinde geschenkt. Auf der Empore steht eine Orgel, die von Johann Michael Georgi und seinem Sohn Johann Friedrich Georgi erbaut wurde und nur noch bedingt spielbar ist. Sie besitzt 10 Register auf einem Manual und Pedal. Stattdessen steht ein  Harmonium zur Verfügung.